# Henry Rowley Bishop
Henry Rowley Bishop, (Henry Bishop), född 18 november 1787, död 30 april 1855, var en engelsk tonsättare och dirigent samt professor i musik i Oxford.
Bishop var elev till Francesco Bianchi. Hans första verk var operan The Circassian Bride (1809), varpå följde en rad operor, som alla med framgång uppfördes på Drury Lane-teatern, men som redan vid 1900-talets början var tämligen bortglömda. Mera varaktigt rykte fick han genom sina flerstämmiga sånger (bland dem "Mynheer van Dunk") och sina ballader, som blev mycket populära och gav honom hederstiteln "Englands moderne bard". I operan Clari or The Maid of Milan ingår den populära melodin "Home, Sweet Home", som blev något av en nationalsång för engelsmän och engelskättade över hela världen. Bishop var även en uppskattad dirigent och blev 1848 professor i musik i Oxford.
Han gifte sig som 53-åring med den då artonåriga konsertsångerskan Anna Rivière, men hon rymde 1839 med den 60-årige harpspelaren Nicolas Bochsa.
Han finns representerad i Den svenska psalmboken 1986 med tonsättningen av en psalm från 1823 (nr 322).

## Psalmer
- Jag är en gäst och främling (1986 nr 322) tonsatt 1823. Finns på Wikisource.